# Schloss Ilmbach

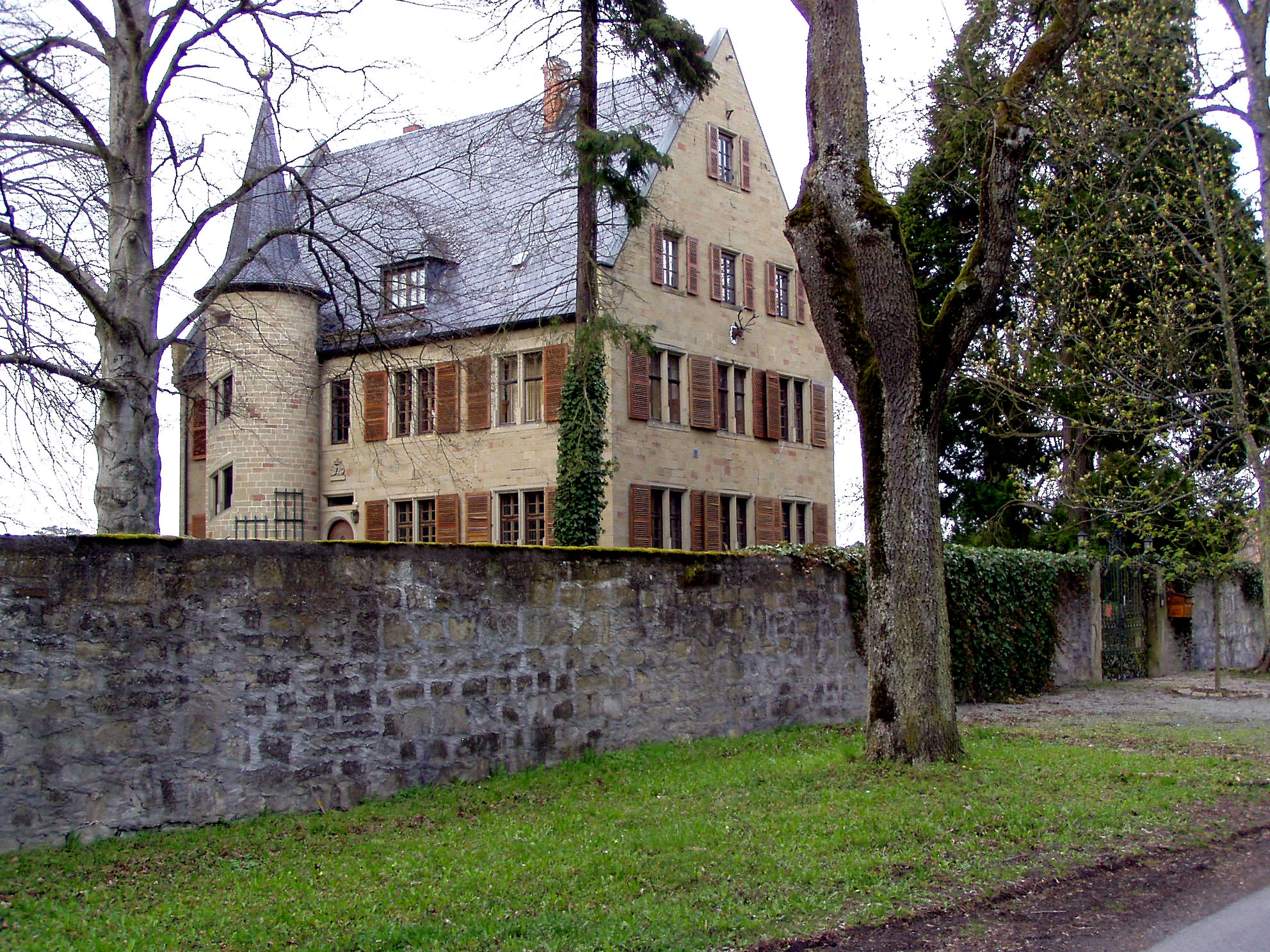
Das Jagdschloss in Ilmbach

Das Schloss Ilmbach liegt im gleichnamigen Weiler, einem Ortsteil von Prichsenstadt im Steigerwald.

## Geschichte
An dieser Stelle stand ursprünglich eine Burg, die 1453 in ein Kartäuserkloster umgewandelt wurde. Das Kloster verfiel und an seiner Stelle entstand 1873 nach der Säkularisation ein Jagdschloss. Es dient seitdem der Familie Schönborn als Jagdschloss und Wohnsitz. Das Bayerische Landesamt für Denkmalpflege führt das Schlösschen unter der Denkmalnummer D-6-75-158-66. Die unterirdischen Reste der Vorgängerbauten werden als Bodendenkmal geführt.

## Baubeschreibung
Das Schloss besteht aus zwei Geschossen, die durch je drei Fensterachsen untergliedert sind. Es wurde aus behauenen Natursandsteinen errichtet. Ein hohes Satteldach bildet den Abschluss des Gebäudes. Es hat Dreiecksgiebel und ein Dachgeschoss mit einer Dachgaube auf jeder Seite.
Eine Besonderheit ist der runde Treppenturm in einem Eck des Gebäudes mit einem spitzhelmbekrönten Turm. Das Gelände ist von einer Mauer umgeben, in die Teile der alten Klostermauer integriert sind. Ein schmiedeeisernes Tor bildet den Eingang.